# Cytospora tritici
Cytospora tritici är en svampart som beskrevs av Punith. 1980. Cytospora tritici ingår i släktet Cytospora och familjen Valsaceae.   Inga underarter finns listade i Catalogue of Life.